# Natuurpark Sierra de Huétor

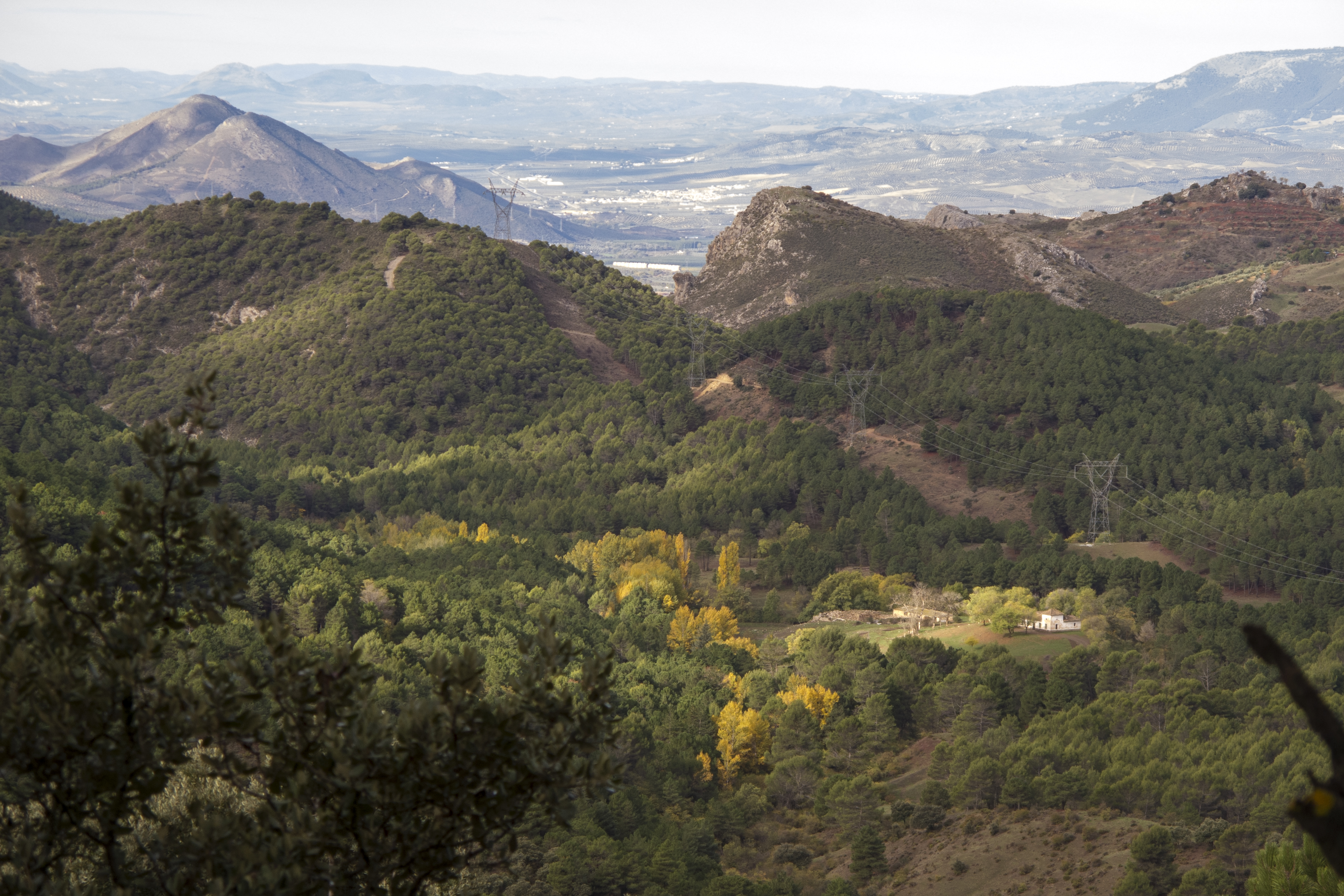

Het Natuurpark Sierra de Huétor (Spaans: Parque natural de Sierra de Huétor) is een natuurpark in Andalusië in Spanje. Het natuurpark werd opgericht in 1989 en is 12128 hectare groot. Het natuurpark omvat gebergte en bossen van steeneik en Spaanse zilverspar. 